# Ohana ou le trésor caché
Pour plus de détails, voir Fiche technique et Distribution.
Ohana ou le trésor caché (Finding 'Ohana ; littéralement « Cherchant 'Ohanna ») est un film d'aventure américain réalisé par Jude Weng, sorti en 2021.

## Synopsis
Pili (Kea Peahu) et son grand frère Ioane (Alex Aiono) devront quitter Brooklyn pour suivre leur mère (Kelly Hu) au village natal d'Oahu à Hawaï où elle n’est plus retournée depuis un certain temps et où elle veut veiller son père (Branscombe Richmond) malade. Pili rencontre Casper (Owen Vaccaro) avec qui elle partira à la recherche du trésor caché grâce à un vieux journal légendaire trouvé dans un tiroir de son grand-père…

## Fiche technique
Sauf indication contraire, les informations mentionnées dans cette section peuvent être confirmées par la base de données cinématographiques IMDb,  présente dans la section « Liens externes ».
- Titre original : Finding 'Ohana
- Titre français et québécois : Ohana ou le trésor caché
- Réalisation : Jude Weng
- Scénario : Christina Strain
- Musique : Joseph Trapanese
- Direction artistique : Tom Castronovo, Suchartanun 'Kai' Kuladee et María Fernanda Muñoz
- Décors : Nigel Phelps
- Costumes : Lisa Lovaas
- Photographie : Cort Fey
- Montage : Priscilla Nedd Friendly
- Production : Ian Bryce

Production déléguée : Jonathan Hook et Irene Yeung
- Société de production : Ian Bryce Productions
- Société de distribution : Netflix
- Pays d'origine :  États-Unis
- Langues originales : anglais, espagnol, hawaïen
- Format : couleur
- Genre : aventure
- Durée : 123 minutes
- Date de sortie :
  - Monde : 29 janvier 2021 (Netflix)

## Distribution
- Kea Peahu : Pili Kawena
- Alex Aiono (VF : Nicolas Dussaut) : Ioane Kawena
- Lindsay Watson (VF : Flora Kaprielian) : Hana Okumura
- Owen Vaccaro : Casper
- Kelly Hu (VF : Marie Chevalot) : Leilani Kawena
- Branscombe Richmond (VF : Michel Dodane) : Kimo Keahi
- Jonathan Ke Quan (VF : Benoît Du Pac) : George Phan
- Brad Kalilimoku (VF : Franck Sportis) : Kua Kawena
- Chris Parnell : Brown
- Marc Evan Jackson : Robinson
- Ricky Garcia : Monks
- Ryan Higa (VF : Hervé Grull) : Ryan
- Mapuana Makia : Nurse Tina
- X Mayo : Melody
- Kyndra Sanchez : Yoli Greenburg

 Source et légende : version française (VF) sur RS Doublage

## Production

### Développement
En septembre 2019, on annonce que Netflix a acheté les droits du premier long métrage de Jude Weng, que Christina Strain est la scénariste et que Ian Bryce de Ian Bryce Productions est le producteur du film, avec Irene Yeung et Jonathan Hook en tant que producteurs délégués,.

### Distribution des rôles
En septembre 2019, Kea Peahu et Alex Aiono sont engagés dans le rôle principal avec Marc Evan Jackson, Lindsay Watson, Owen Vaccaro, Kelly Hu, Ke Huy Quan, Ricky Garcia, Ryan Higa, Mapuana Makia, Brad Kalilimoku, X Mayo, and Kyndra Sanchez dans le rôle secondaire,.

### Tournage

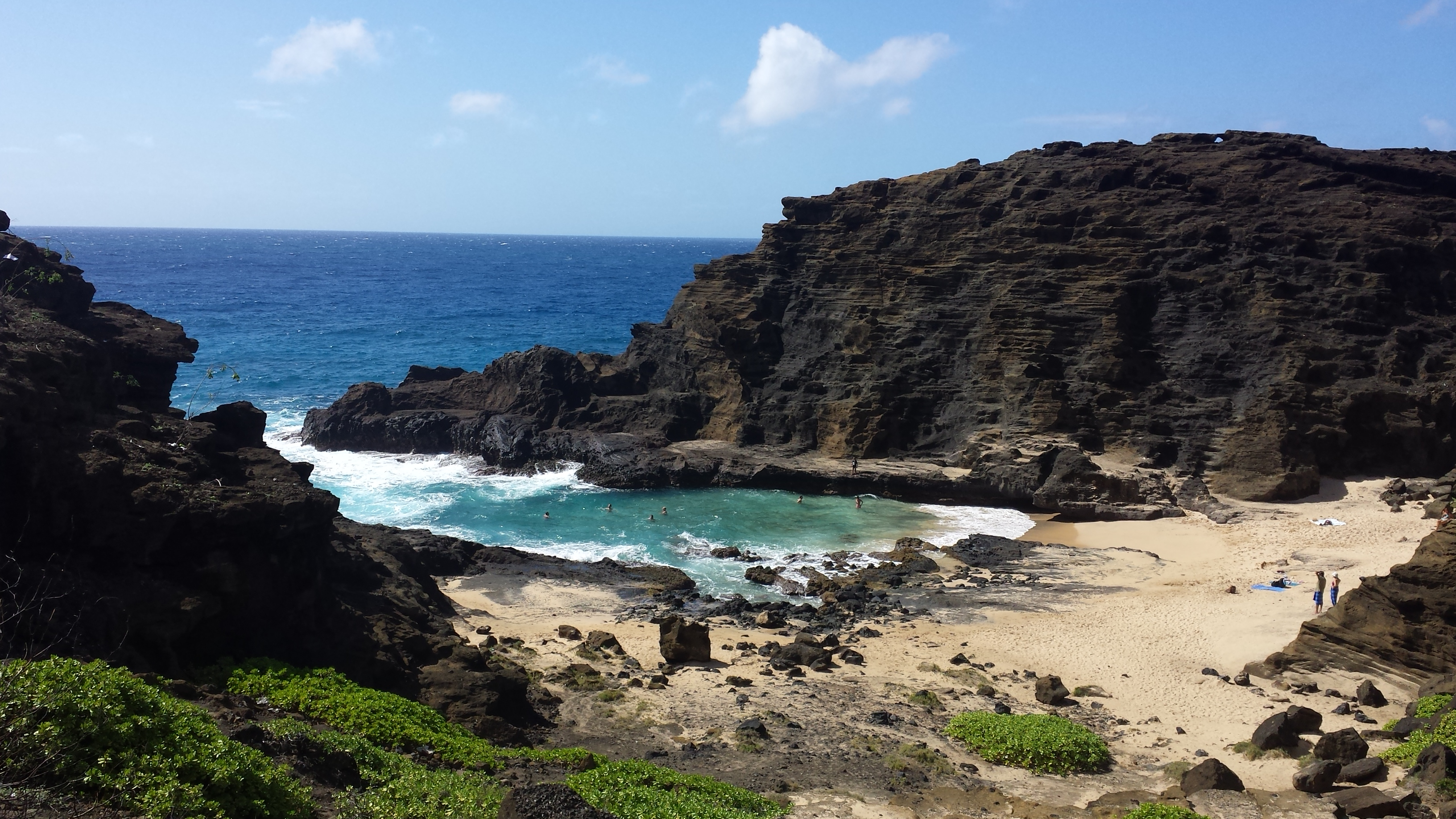
La crique à côté du belvédère Hālona Blowhole, à Oahu à Hawaï

Le tournage a lieu, entre le 16 septembre et en novembre 2019, dans la vallée de Kualoa et dans la Hālona Beach Cove sur la côte est d'Oahu à Hawaï, ainsi que sur les plages et dans les grottes de Phuket et Krabi en Thaïlande et à New York aux États-Unis.

### Musique
Joseph Trapanese est engagé pour composer la musique du film.
Liste de pistes
1. Geocoaching (2:28)
2. Kimo's House	(4:00)
3. Spirit of Aloha	(2:29)
4. Night Marchers (4:48)
5. Your Father's Smile (1:20)
6. Trip to Mokoli‘i (5:56)
7. Kualoa Ranch (3:35)
8. Enter the Cave (3:27)
9. The Offering (2:54)
10. Way Out (4:43)
11. Crawl Space 53:05)
12. Mad Bat Poop (0:46)
13. The Bridge (5:46)
14. Reconcile (3:49)
15. Ground Zero (8:33)
16. More Muscle (4:28)
17. The Treasure (3:17)
18. Photobomb (6:23)
19. Jump! (6:04)
20. Kua (3:32)
21. The Real Story (2:20)
22. Home Videos (2:52)
23. My Time With You (Finding ‘Ohana Cast) (3:33)
24. Oli Mahalo (I'm A Bright Kid Children's Choir) (1:01)
25. Henehene Kou‘aka (I'm A Bright Kid Children's Choir) (2:05)